# ري جونغ-هو
ري جونغ-هو هو دبلوماسي وسياسي كوري شمالي، ولد في 10 يوليو 1956 في بيونغيانغ في كوريا الشمالية. نشط حزبياً في حزب العمال الكوري. وقد انتخب وزير الخارجية (9 مايو 2016 – 18 يناير 2020).